# 防弾盾

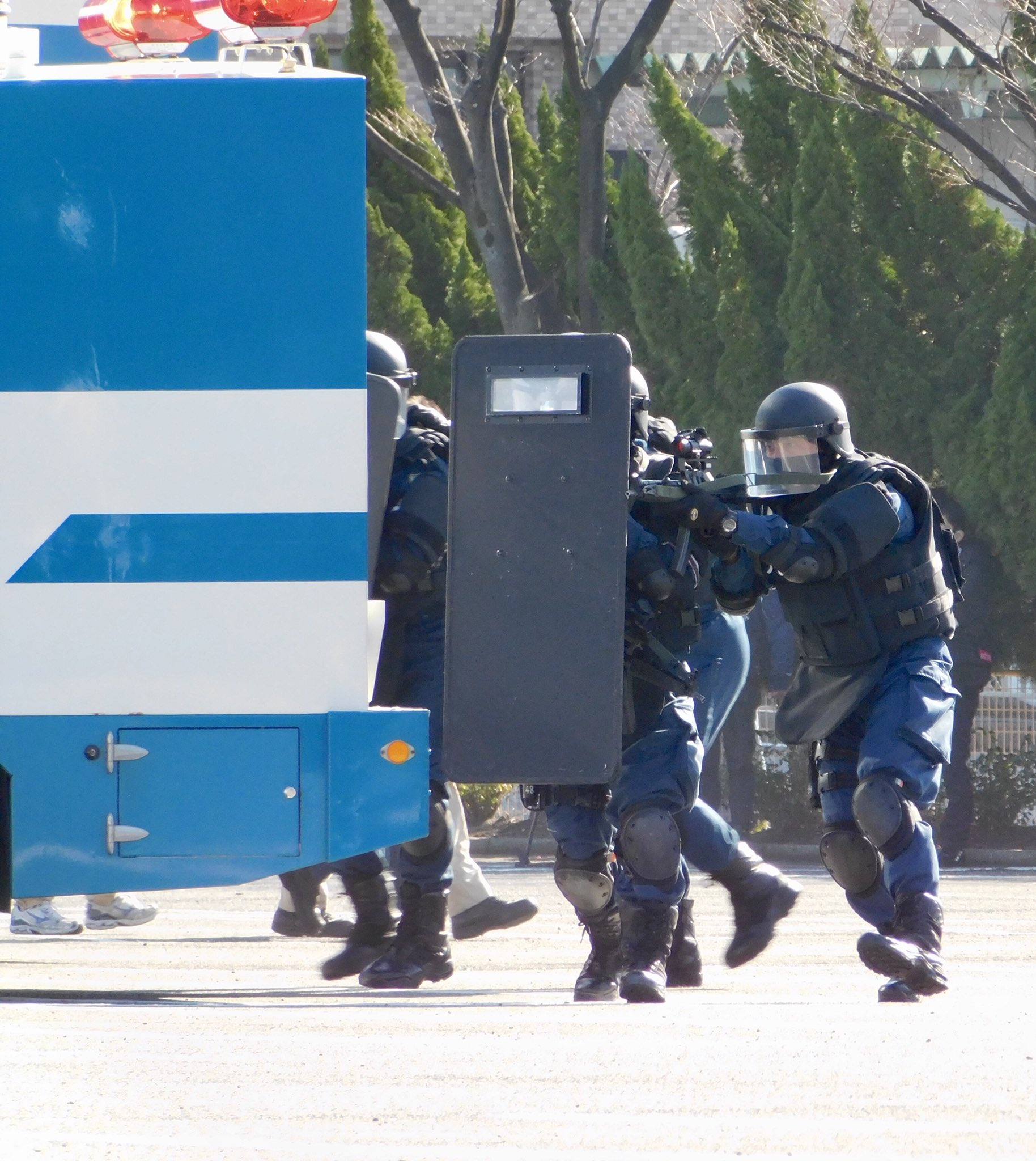
特型警備車より降車展開し、防弾盾を構えて前進する銃器対策部隊

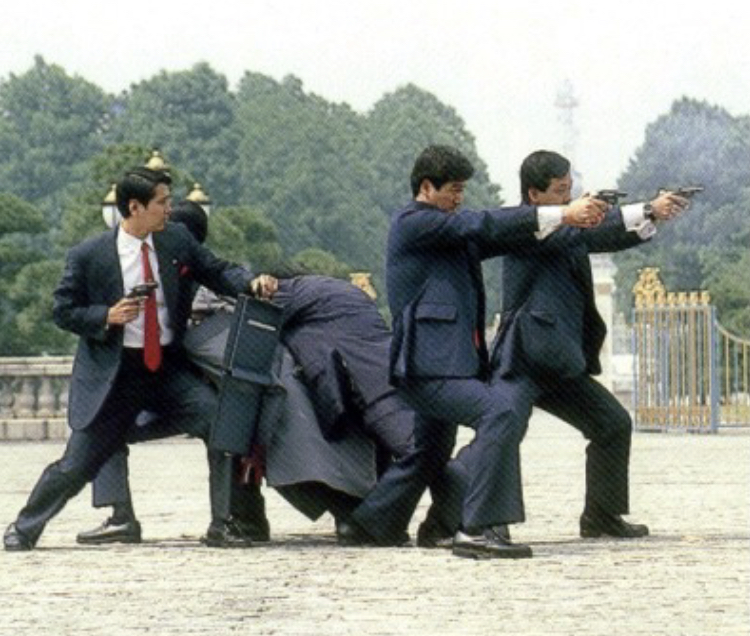
カバン型防弾盾を展開し、回転式拳銃を構えるセキュリティポリス

防弾盾（ぼうだんたて、英語: Ballistic shields / tactical shields / bulletproof shields）は、銃弾の貫通を防ぐように設計された盾である。
暴徒鎮圧用の防護盾に類似しているが、より高い防護機能を備えている。また、防弾盾は暴徒鎮圧用の盾が十分な防護機能を提供できないような状況でも使用される。

## 概要
一人で持てる程度の小さな盾は「パーソナルシールド（personal shields）」と呼ばれ、米国ではパトカーに標準装備されている場合がある。
盾を使用するかどうかは、使用する側の方針や個々の状況によって異なる。盾の使用に関しては、防衛的な状況、例えば周辺を固めて応援を待つような場合に限られる方針を採っている警察もあれば、一方で、リスクの高い検問や危険とみなされる容疑者への接近など攻撃的な状況での使用を許可する警察もある。
警察用の防弾盾には、長時間持っていても疲れない機構や、シールドを持ったまま拳銃をリロードでき、片手でも正確に発射できる特徴を備えていることが推奨されている。これは、片手に防弾盾を持つと、もう片方の手で使える銃器の種類や射撃方法に制限が加えられてしまうからである。

## 構造
防弾盾はボディアーマー内の防護板に似た構造で、超高分子量ポリエチレンかアラミドを原材料とする繊維強化プラスチック複合材料で作られるのが一般的である。セラミックアーマーのように、外表面にセラミック層を設け、鉄芯の徹甲弾頭に対抗できるようにしたものもある。
防弾ベストとは異なり、身体に直接触れないように設計されているため、防弾盾で阻止できた弾丸がシールドを構える者に外傷や痛みを与えることはない。

### 機能・タイプ
防弾ガラス窓や左右どちらでも構えることが可能な持ち手、夜間用スポットライトなどの機能を持ち、手で持つタイプから車輪付きのフレームに装着するタイプのほか、アタッシュケースのようなタイプまで存在する。

### サイズ
また、上半身だけを守るものから全身を守るものまで、大きさもさまざまである。